# Гебек-кала
Гебек-кала (чечен. Гебек-кхала) — горная вершина в Казбековском районе Дагестана. Высота над уровнем моря составляет 971 метра.
Ближайшие населённые пункты: Калининаул, Ленинаул, Дылым и Эндирей.
Название переводится как «укрепление (крепость) Гебека».
Чеченцы рассказывают, что в этой местности жил их родоначальник Гебек со своими братьями Умаром и Усманом.
В районе горы Гебек-кала произошло последнее сражение ауховцев и пришедших им на помощь лакцев с монголо-татарскими войсками (см. Монголо-татарское вторжение в Дагестан).